# Liz Akama
Liz Akama (赤間 凛音, Akama Rizu), née le 8 janvier 2009 à Sendai (Japon), est une skateuse japonaise, vice-championne olympique du street en 2024.

## Carrière
Lors de la finale de skateboard aux Jeux olympiques d'été de 2024, elle remporte la médaille d'argent derrière sa compatriote Coco Yoshizawa et devant la Brésilienne Rayssa Leal.

## Palmarès

### Jeux olympiques
- Jeux olympiques de 2024 à Paris (France) :
  -  Médaille d'argent du skate street.